# Bank Zimmerberg
Die Bank Zimmerberg AG (Eigenschreibweise BANK ZIMMERBERG) ist eine im zürcherischen Bezirk Horgen bzw. in der Region Zimmerberg verankerte Schweizer Regionalbank. Neben ihrem Hauptsitz in Horgen verfügt sie über Niederlassungen in Horgen und Oberrieden. Die Bank Zimmerberg wurde 1820 als Genossenschaft gegründet. Diese wurde 2001 in die Beteiligungsgesellschaft SeeGenossenschaft Horgen umgewandelt. Gleichzeitig wurden zwei operativ tätige Tochtergesellschaften gegründet. Die Bank Zimmerberg (vormals Sparkasse Horgen AG) übernahm hierbei das Bankgeschäft, während die Liegenschaften in die SeeImmo AG ausgegliedert wurden. 2007 wurde die SeeGenossenschaft Horgen in die Aktiengesellschaft SeeBeteiligungs AG umgewandelt. Diese ist alleinige Aktionärin der Bank Zimmerberg AG und der SeeImmo AG.
Das Tätigkeitsgebiet der Bank Zimmerberg liegt traditionell im Retail Banking, im Hypothekargeschäft, im Private Banking und im Bankgeschäft mit kleinen und mittleren Unternehmen. Das Haus beschäftigt rund 53 Mitarbeitende und hatte per Ende 2024 eine Bilanzsumme von 1.52 Milliarden Schweizer Franken.
Die Bank ist als selbständige Regionalbank der RBA-Holding angeschlossen. Innerhalb der RBA-Gruppe gehörte sie bis Ende 2012 zur Teilgruppierung der Clientis Banken.